# Angela Gregory
Angela Gregory (18 octobre 1903, La Nouvelle-Orléans en Louisiane - 13 février 1990) est une sculptrice américaine.

## Biographie
Elle a été élève, entre 1926 et 1929, d'Antoine Bourdelle à l'Académie de la Grande Chaumière à Paris.

## Œuvres
- La Belle Augustine, 1928[2]
- Head of a Black Woman
- Still Life With Vase and Elephant